# Phostria unitalis
Phostria unitalis là một loài bướm đêm trong họ Crambidae.